# Poslední dnové lidstva (Arbes)
Poslední dnové lidstva je jedno z posledních romanet českého spisovatele a publicisty Jakuba Arbese. Kniha poprvé vyšla roku 1895 a svými prvky je příznačně podobná jiným autorovým romanetům. Byť není v díle přímo stanoven datum, kdy se dílo odehrává, dle reálií je zjevné, že se jedná o autorovu současnost, tedy konec 19. století. Název Poslední dnové lidstva vychází z tématu kázání, kterého se hlavní hrdina účastní v úvodu knihy. Jedná se zároveň o kázání, jež je tematizované v celém příběhu romaneta, a jehož myšlenka je vyjádřena v rámci mnoha postav a dějů.

## Děj
Děj celé knihy se odehrává v Praze. Začíná v Kajetánském chrámu, kam dávná nostalgie zavádí hlavního hrdinu příběhu. Ten si nejprve prohlíží chrám a je zaujat pohyby ruky v jedné ze zpovědnic. Později z ní vychází kazatel i zpovídaná a začíná kázání o posledním soudu, které onu dámu notně rozhodí. V náhlém návalu šílenosti ze sebe po jeho konci začne strhávat oblečení a zastaví ji až překvapený hlavní hrdina tím, že ji oslovuje. Vyvolává to v chrámu značný poprask, ale nakonec se všichni lidé rozchází a ona dáma je hospitalizována v psychiatrické léčebně. 
Netrvá dlouho a další nostalgická vzpomínka hlavního hrdinu přivádí do zahrad jednoho z nevýrazných pražských paláců, kde se čirou náhodou setkává s kazatelem z Kajetánského chrámu. Byť se před tím neznají, zabředou spolu oba muži důvěrný rozhovor a Ondřej Vambeřický, jak se kazatel představuje , mu svěřuje nějaké podrobnosti ohledně případu oné dámy. Mimo to se také dozvídá, že kromě této události je pojí i několikerá náhodná setkání a páterův bratr Filip, který byl spolužákem mladého literáta. Nejprve při svém setkání mluví o politice a politické situaci v Praze hlavně roku 1848, kdy docházelo k útlaku českých občanů. Když se ovšem dostanou tématem k oné dámě, rozhodne se ji mladý literát nakonec sám navštívit na psychiatrii, aby zjistil její stav. 
Setkává se tedy s lékařem, který mu o ženě vypráví. Jeho vyprávění ho lehce zklame, protože případ nevypadá nijak záhadně – žena trpí evidentně klasickou hysterií z důvodu, že byla manželovi nevěrná, z čehož ji údajně dokáží za nedlouho vyléčit. Přesto jsou jisté aspekty, které na ženě zvláštně působí – recituje báseň, jíž nikdo nezná, jiní pacienti ji nazývají Madonou, manžel jí příliš nenavštěvuje a kromě toho se o ní zajímají zvláštní lidé, jako například páter Vambeřický, který dokonce přišel s návrhem jakéhosi léku pro ženinu duši. 
Následně je relativně podrobně vylíčen ženin život. Její manželství, jeho úpadek a její osamocení, psychické stavy, které musela prožívat v manželově nepřítomnosti. Během tohoto údobí našla útěchu v přítomnosti rodinného přítele – Filipa Vambeřického – zpočátku jí byla jeho přítomnost nepříjemná, ale postupem času si na ni zvykla a pomáhala jí ke zkrácení času v čekání na milovaného manžela. Její křehká osobnost příliš jejímu stavu neprospívá, proto je pro ni rozptýlení příjemné. Až do jednoho večera. Tehdy kantor Vambeřický zůstal na návštěvě déle než obvykle a poprvé ženě vyprávěl o své minulosti, o své zesnulé ženě a o tom, jak se se smutkem vypořádal. Tehdy i odrecitoval dámě svou upravenou verzi Svatební košile, která mu pomohla se s ženinou smrtí smířit. 
Po této velmi niterní debatě se loučí a žena jde spát, ale nedopatřením zapomíná zamknout dveře do salónku, což se později ukáže jako velká chyba. Vambeřický se totiž během noci vrací, což nebohou ženu překvapí a vyděsí natolik, že zakopne a upadne do bezvědomí kvůli ráně do hlavy. Když se probouzí, zděšeně zjišťuje, že ji Vambeřický drží v náručí a líbá. To ji vyděsí natolik, že začne utíkat, ale kvůli předchozí otřesení opět upadá do mdlob a až ráno se vzbudí, když jí služka říká, co se stalo. Žena má neblahé tušení, že Vambeřický využil její slabosti a něco mezi nimi proběhlo, což ji pohrouží do velmi neblahého psychického stavu, kvůli kterému několik následujících měsíců churaví. A během nich navíc zjišťuje, že je těhotná. Z toho je její muž nadšený, ale ona se bojí, že by to dítě mohlo být Vambeřického. Tyto obavy se jí ihned po porodu potvrzují a ona v návalu paniky nechá dítě odvézt pryč a nechce jej ani vidět. Nemůže snést jeho podobu s Vambeřickým, a proto se její stav dále nelepší. Postupem času nalezne útěchu v Bohu. Byť nikdy dříve věřící nebyla, od těchto prožitků jí dokáže ulevit pouze zpověď, kázání a biblické příběhy, které se stanou jejími denními společníky. 
Po vylíčení jejího života se opět stává ústřední postavou hlavní hrdina, nadále se scházející s knězem Vambeřickým. Tentokrát s ním během vícero setkání řeší onen zázračný lék, který by páter rád použil. Ten mu tedy obšírněji vypráví o jeho setkání se hrabětem Jiřím Buquoyem, jehož byl po několik let tajemníkem. Nastiňuje společensko-historický kontext té doby a velmi podrobně vypráví o jejich setkáních a osobnosti samotného hraběte, jenž se stal jeho patronem. Během k tomu se dostává i k řeči o záhadném rukopisu, který měl tu možnost přepsat do novodobějšího jazyka, a který na něj zanechal veliký dojem, byť nikdy nebyl publikován. Stalo se tak proto, že byl hrabě nějakou dobu vyšetřován a vězněn za záhadných okolností, krátce načež pro svůj vysoký věk zemřel. 
Tato rozprava přiměje literáta důvěřovat Vambeřického metodě léčení, a to přesto, že tento rukopis se kamsi poděl a až do nynější doby se ho páterovi nepodařilo vypátrat. Po rozmluvě s lékařem z psychiatrické léčebny se mu ovšem podaří ho přemluvit, aby za předpokladu nalezení rukopisu s experimentální léčbou souhlasil, což mu zadává novou naději, že se bude moct pokus uskutečnit. 
O pár dní později mu od lékaře přichází nepodepsaný telegram, že se má v určitý den na určitou hodinu dostavit a tam se hrdina dozvídá, že nakonec dostal páter prostor pro vykonání pokusu. Pokus se ovšem nezdaří, čímž mladý literát o případ ztrácí zájem. Po necelém roce, po nečekaně prudké bouři, je zavolán páterem Vambeřickým do Kajetánsého chrámu – tehdy u sebe má již nějakou dobu onen nalezený rukopis hraběte Buquoye, na který téměř zapomněl – a tak se na místo okamžitě vydává. Když doráží, zjišťuje, že páter Vambeřický umírá kvůli zásahu bleskem, a že ho zavolal, protože po něm něco chtěl. V tu dobu s ním ovšem již umírající páter není schopen mluvit. Literát si i tak domýšlí, že se jedná o rozluštění rukopisu a zachování myšlenky hraběte. Přísahá si tak, že se nečitelný francouzsky psaný rukopis pokusí rozluštit, aby přání umírajícího dodržel. Toho ovšem není schopen kvůli psychickým stavům, které mu rukopis navozuje. 
Na několik let, téměř deset, tak na rukopis úplně zapomene. Následně líčí své trable s najitím vydavatele pro dopsanou knihu, kvůli nimž se ocitne svědkem pohřbu. S překvapením zjišťuje, že jde o pohřeb oné zešílené ženy a tento zážitek ho přivede do tak zvláštního stavu, že k rukopisu najednou sedne a rozluští ho. Předmětem onoho rukopisu, stejně jako motivem celé knihy, je náboženství, a hlavně Poslední dny lidstva. Další noc ve snu spatří pátera Vambeřického a ať už to či čtení onoho rukopisu způsobuje, že se další den s klidem ubírá opět do města zkoušet štěstí. K vlastnímu překvapení naráží na redaktora, který je mu ochoten ihned vyplatit zálohu za libovolnou knihu a zbavuje se tak existenční krize. Během toho dne stává se ještě mnoho přímo úchvatně dobrých událostí, jen květiny znenadání všechny vadnou. Později jako by se mu opět zjevila postava Vambeřického literát zjišťuje, že tento idylický svět byl pouhým snem na základě knihy, která nesla jedinou podstatnou myšlenku – proč strašit společnost Posledními dny lidstva, když ji můžeme dovést k mírumilovnému konci, jehož se nikdo nemusí bát?

## Interpretace

### Postavy
Stejně jako ostatní Arbesova romaneta, i toto vykazuje jisté specifické rysy. Hlavním hrdinou celého příběhu je mladý literát, jehož jméno se od počátku až do konce příběhu nedozvíme. Příběh je vyprávěn v ich-formě a dle stylu vyprávění bychom hlavního hrdinu mohli nazvat modelovým autorem díla. Tento modelový autor nás provází značně detailně popsaným příběhem, který se snaží o navození co nejbližšího čtenářova prožitku a vcítění se do příběhu.
Další hlavní postavou je páter Ondřej Vambeřický – zcela obyčejný a ničím nevýznačný starší jezuitský kněz, věrně oddaný myšlenkám svého bývalého zaměstnavatele Jiřího Buquoye. Během příběhu se snaží najít jeho dávný spis a prostřednictvím něj pomoci nemocné ženě k uzdravení.
Hlavní a také jedinou ženskou hrdinkou je ona psychicky nemocná dáma, které se příběh týká, ale ona sama do něj příliš mnoho nezasahuje. Jedná se o celkem obyčejnou ženu, která věrně a oddaně miluje svého muže, je velmi citlivá apodporující – dokud nedojde k pro ní traumatizující události, kvůli níž u ní dojde k poškození hlavy a tím i celé její psychické stránky, ze kterého se až do konce života nezotavuje.
Poslední význačnou postavou je právě hrabě Jiří Buquoy, který v příběhu sice nevystupuje, ale jeho myšlenky a minulost ovlivňují jak pátera Vambeřického, tak samotný příběh. Dalo by se říci, že jde o jeden z hlavních motivů díla.

### Motivy
V celém díle je značně patrným motivem církev – už samotný příběh začíná v klášteře, kam se později několikrát vrací. Ona žena, kterou se snaží páter vyléčit, se stala po svém zešílení sama silně věřící osobou a dalo by se říci, že náboženské motivy její mysl natolik ovlivnily, že prakticky nedokázala žít pro nic jiného.
K tomu se pak váže hlavní motiv díla – Poslední soud. Jedná se o téma prvního kázání, které je v romanetu zmíněno, a zároveň o téma záhadného rukopisu Jiřího Buquoye, který je rozluštěn v samém závěru příběhu.

### Prostředí
Celý děj se odehrává hlavně na Malé Straně a jinak obecně v Praze. Je zde využito prostředí starých pražských paláců a Kajetánského kláštera, kde se odehrává hlavní část děje. Jedná se o obyčejná prostředí s obyčejnými postavami, které ničím zvláštním nevynikají. 

## Poslední dnové lidstva před soudem
Po vydání Posledních dnů lidstva, které vyšly v lednu 1895, byl vydavatel – J. R. Vilímek – souzen za vydání této knihy. Nešlo ovšem o text knihy, nýbrž její obálku. Tato obálka totiž zobrazovala obraz Prahy po zemětřesení, kde byl evidentně vidět rozbořený palác místodržícího hraběte Františka A. Thun-Hodensteina. Ten se během svého působení snažil o sounáležitost Německého a Českého národa, a to včetně tisku. Proto tento obraz svého zbořeného paláce vzal jako osobní útok a důvod k soudu.